# Кристал Сити (Мисури)
Кристал Сити (енгл. Crystal City) град је у америчкој савезној држави Мисури.

## Демографија
По попису из 2010. године број становника је 4.855, што је 608 (14,3%) становника више него 2000. године.
| Група             | 2000.         | 2010.         |
| Белци             | 3.895 (91,7%) | 4.482 (92,3%) |
| Афроамериканци    | 227 (5,3%)    | 178 (3,7%)    |
| Азијати           | 22 (0,5%)     | 31 (0,6%)     |
| Хиспаноамериканци | 21 (0,5%)     | 49 (1,0%)     |
| Укупно            | 4.247         | 4.855         |